# Aharoni (字体)
Aharoni是一种希伯来语字体，由Tuvia Aharoni为Ludwig & Mayer设计，是Erbar-Grotesk的希伯来语版本，后来由蒙纳公司和Kivun Computers Ltd使用，最著名的是在Microsoft Windows中的使用。